# Island i olympiska sommarspelen 1980
Island deltog i de olympiska sommarspelen 1980 i Moskva med en trupp bestående av nio deltagare, men ingen av landets deltagare erövrade någon medalj.

## Friidrott
Herrarnas 100 meter
- Oddur Sigurdsson
  - Heat — 10,94 (→ gick inte vidare)

Herrarnas 800 meter
- Jón Didriksson
  - Heat — 1:51,1  (→ gick inte vidare)

Herrarnas 1 500 meter
- Jón Didriksson
  - Heat — 3:44,4 (→ gick inte vidare)

Herrarnas diskuskastning
- Oskar Jakobsson
  - Kval — ingen notering (→ gick inte vidare, ingen notering)

Herrarnas kulstötning
- Hreinn Halldorsson
  - Kval — 19,74 m
  - Final — 19,55 m (→ 10:e plats)

- Oskar Jakobsson
  - Kval — 19,66 m
  - Final — 19,07 m (→ 11:e plats)